# Elena Lukášová
Elena Lukášová (ur. 11 grudnia 1946 w Czeskich Budziejowicach) – czeska piosenkarka.

## Życiorys
Urodziła się w 1946 r. w Czeskich Budziejowicach, później mieszkała z rodzicami w Pradze, Bratysławie i Brnie oraz w Hradcu Králové, gdzie ukończyła szkołę średnią. Jeszcze przed zdaniem matury wygrała konkurs radiowy Na modrej vlne w Bratysławie.
Związała się z wytwórniami Panton i Supraphon. W ramach współpracy z Supraphonem wydała szereg singli, z których wiele uzyskało status przebojów („Rozdej vůni snům”, „Slunce tančí”, „To říká inzerát”, „Já pádím za tebou”, „Minigolf”, „To je tím, že o mě málo víš”, „Zpíváme slunci”, „Za prvé, za druhé, za třetí”, „Třešní plná stráň”). Najbardziej udane spośród jej nagrań to „Rozdej vůni snům”, utwór napisany przez greckiego kompozytora Mario Panasa, z tekstem czeskim autorstwa Jiřego Aplta.
W 1971 r. znalazła się w finale festiwalu Intertalent w Zlinie. W 1972 r. wzięła udział w festiwalu Bratysławska Lira (Bratislavská lýra) z utworem „Bumerang”. Współpracując z Evą Pilarovą i Jaromírem Mayerem, odwiedziła Związek Radziecki i Polskę. Występowała też w programach Karla Černocha, Yvetty Simonovej i Milana Chladila.